# Donje Krčevine
Donje Krčevine su naseljeno mjesto u općini Travnik, Federacija Bosne i Hercegovine, BiH.
Nalazi se zapadno od Travnika, na rijeci Lašvi.

## Stanovništvo

### 1991.
Nacionalni sastav stanovništva 1991. godine, bio je sljedeći:
ukupno: 497
- Muslimani - 372
- Hrvati - 94
- Srbi - 1
- Jugoslaveni - 30

### 2013.
Nacionalni sastav stanovništva 2013. godine, bio je sljedeći:
ukupno: 317
- Bošnjaci - 239
- Hrvati - 14
- ostali, neopredijeljeni i nepoznato - 64